# ピロカルピン
ピロカルピン(英:Pilocarpine)はアルカロイドの一種で、非選択的ムスカリン受容体刺激薬。ヒスチジン由来の化合物であり、アルカロイドとしては珍しいイミダゾール骨格を有する。有機溶媒への溶解性は高くない。医薬品としては塩酸ピロカルピンとして発売されている。
ムスカリン受容体を介して眼圧を低下させるため、点眼薬として緑内障の治療に用いられる。また、下記の作用から内服薬の形で口腔乾燥症の治療薬としても用いられている。
副交感神経末梢を興奮させるため、汗腺、唾液腺、涙腺の分泌を促進させ、瞳孔を縮小するなどの作用を起こす。この作用はアトロピンと拮抗することから、アトロピン中毒の治療にも用いられる（逆にピロカルピン中毒の場合はアトロピンが処方される）。
1875年、ブラジル原産のミカン科の植物ヤボランジ（Pilocarpus jaborandi）から発見・命名された。現在も、同属の P. microphyllus の葉から抽出・生産される。

## 全身作用と関連する副作用
胃酸や唾液の分泌過多、血圧の低下をきたすことがある。網膜剥離を引き起こすこともある。

## 効能・効果
緑内障、診断または治療を目的とする縮瞳。